# Hyperion Lyceum
Het Hyperion Lyceum is een algemeen bijzondere school voor voorbereidend wetenschappelijk onderwijs in Amsterdam.

## School
Het Hyperion Lyceum bestaat sinds 2011. De school is sinds oprichting gevestigd in de wijk Overhoeks in Amsterdam-Noord. Eerst was zij ondergebracht in een noodgebouw aan de Tolhuiskade, dat in een half jaar tijd werd ontworpen en gebouwd. Sinds zomer 2018 is het Hyperion gevestigd in een modern schoolgebouw aan de Badhuiskade. De school zegt zich te willen onderscheiden door vakoverstijgende projecten te creëren en biedt de leerlingen studiemogelijkheid aan in de volgende extra vakken:
- lifestyle informatics[2]
- grote denkers
- logica & argumentatieleer[3]

De school heeft plaats voor maximaal 135 nieuwe leerlingen per schooljaar en zij is selectief wat betreft de toelating. Alleen leerlingen met een vwo-advies en een CITO-score van minimaal 545 of een NIO-score van 118 of hoger worden zonder overleg toegelaten. Voor overige aanmeldingen kan tot een loting worden overgegaan.
De naam van de school verwijst naar Hyperion, een van de Titanen uit de Griekse mythologie.

## Gebouw
Het gebouw staat aan de Badhuiskade 361; de kade langs het Buiksloterkanaal in de buurt Overhoeks. De in een dubbele helix gebouwde school herbergt een totaal oppervlak van 8900 m² aan schoollokalen etc. Het eerste dat opvalt is dat het buitenschild grijs is; het binnenschild in geel. Het ontwerp kwam van Ector Hoogstad Architecten te Rotterdam, dat een gebouw leverde dat moest uitdagen zelf denken leidend tot zelfontplooiing, aldus hun site. Hij maakte voor het gebouw gebruik van deels transparante aluminium beplating. Er kwamen allerlei vormen binnen de plattegronden van de klaslokalen (er zijn diagonalen en inwendige overstekken) en verdiepingen rondom het atrium hetgeen ruimte voor terrassen (in plaats van een schoolplein) opleverde. Het geheel is gebouw op een bijna rechthoekige plattegrond, die aan de kade een schuin enigszins gebogen geveldeel heeft. De wijze van indeling, die ongebruikelijk is voor schoolgebouwen (zo is er een glijbaan in het atrium) moet meewerken aan het uitdagende karakter van de school. Het gebouw werd in 2018 opgeleverd.

## Verborgen kunst
De noordelijk gevel bevat een kunstwerk van Lara Almarcegui. Direct aansluitend werd gewerkt aan het gebouw Bold neergezet, 25 verdiepingen hoog. De van huis uit Spaande kunstenaar kwam met een schildering bestaande uit een alternatief boodschappenlijstje waarmee ze de stedenbouw concretiseerde. Die lijst leverde een totaal aan 46.753 ton aan bouwmaterialen op van grnd (19.436 ton) tot kalk (25 ton). Het kunstwerk werd op 26 september 2018 (vlak na de oplevering van de school) onthuld en verdween vrijwel direct achter een snel groeiend gebouw. De 10 centimeter ruimte tussen de twee gebouwen is te krap om het kunstwerk te laten zien.

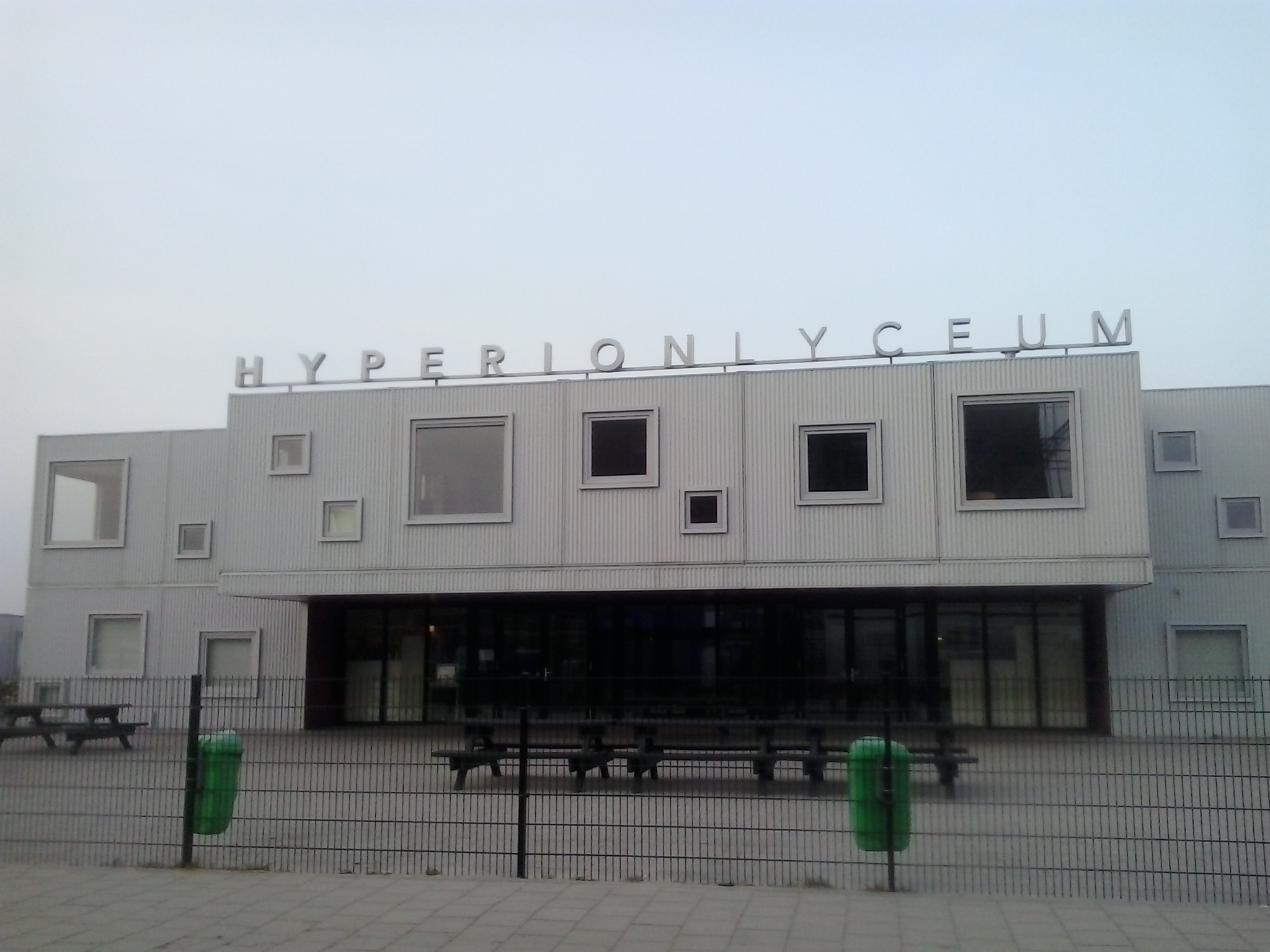
Noodgebouw dat in gebruik was tot en met 2018

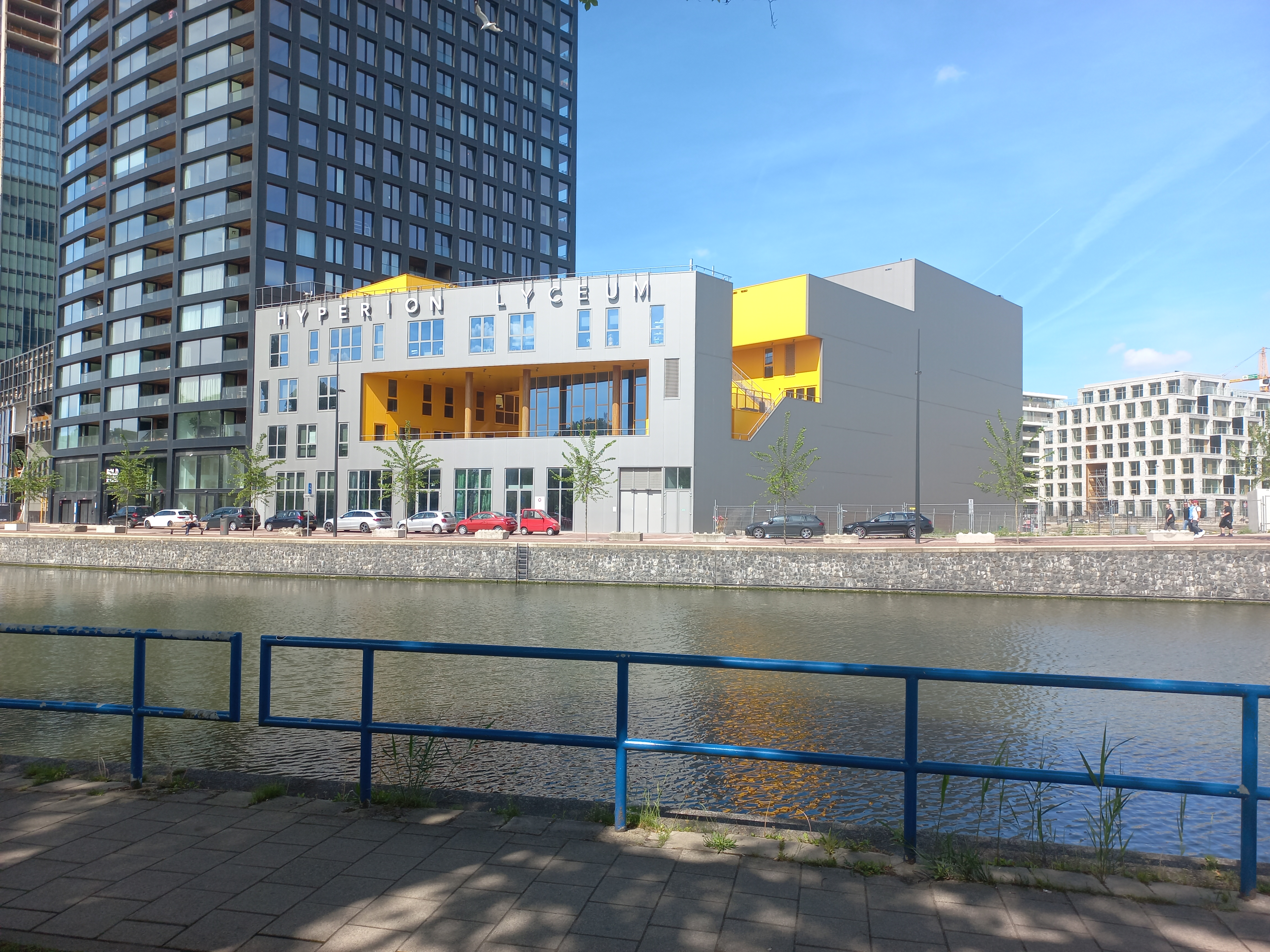
Hyperion Lyceum in haar omgeving met links Bold (mei 2022)